# Conference League 1999-2000
La Conference League 1999-2000, conosciuta anche con il nome di Nationwide Conference per motivi di sponsorizzazione, è stata la 21ª edizione del campionato inglese di calcio di quinta divisione.

## Squadre partecipanti
| Squadra                | Città                         | Stagione precedente                                            |
| ---------------------- | ----------------------------- | -------------------------------------------------------------- |
| Altrincham             | Altrincham                    | 1º posto in Northern Premier League Premier Division, promosso |
| Doncaster Rovers       | Doncaster                     | 16º posto in Conference League                                 |
| Dover Athletic         | Dover                         | 11º posto in Conference League                                 |
| Forest Green Rovers    | Nailsworth                    | 12º posto in Conference League                                 |
| Hayes                  | Londra (Hayes)                | 3º posto in Conference League                                  |
| Hednesford Town        | Hednesford                    | 10º posto in Conference League                                 |
| Hereford United        | Hereford                      | 13º posto in Conference League                                 |
| Kettering Town         | Kettering                     | 2º posto in Conference League                                  |
| Kidderminster Harriers | Kidderminster                 | 15º posto in Conference League                                 |
| Kingstonian            | Londra (Kingston upon Thames) | 8º posto in Conference League                                  |
| Morecambe              | Morecambe                     | 14º posto in Conference League                                 |
| Northwich Victoria     | Northwich                     | 7º posto in Conference League                                  |
| Nuneaton Borough       | Nuneaton                      | 1º posto in Southern League Premier Division, promosso         |
| Rushden & Diamonds     | Irthlingborough               | 4º posto in Conference League                                  |
| Scarborough            | Scarborough                   | 24º posto in Football League Third Division, retrocesso        |
| Southport              | Southport                     | 18º posto in Conference League                                 |
| Stevenage Borough      | Stevenage                     | 6º posto in Conference League                                  |
| Sutton United          | Londra (Sutton)               | 1º posto in Isthmian League Premier Division, promosso         |
| Telford United         | Telford                       | 17º posto in Conference League                                 |
| Welling United         | Londra (Bexley)               | 20º posto in Conference League                                 |
| Woking                 | Woking                        | 9º posto in Conference League                                  |
| Yeovil Town            | Yeovil                        | 5º posto in Conference League                                  |

## Classifica finale
|  | Pos. | Squadra            | Pt | G  | V  | N  | P  | GF | GS  | DR  |
|  | ---- | ------------------ | -- | -- | -- | -- | -- | -- | --- | --- |
|  | 1    | Kidderminster      | 85 | 42 | 26 | 7  | 9  | 75 | 40  | +35 |
|  | 2    | Rushden & Diamonds | 76 | 42 | 21 | 13 | 8  | 71 | 42  | +29 |
|  | 3    | Morecambe          | 70 | 42 | 18 | 16 | 8  | 70 | 48  | +22 |
|  | 4    | Scarborough        | 69 | 42 | 19 | 12 | 11 | 35 | +25 |     |
|  | 5    | Kingstonian        | 67 | 42 | 20 | 7  | 15 | 58 | 44  | +14 |
|  | 6    | Dover Athletic     | 66 | 42 | 18 | 12 | 12 | 65 | 56  | +9  |
|  | 7    | Yeovil Town        | 64 | 42 | 18 | 10 | 14 | 60 | 63  | -3  |
|  | 8    | Hereford Utd       | 59 | 42 | 15 | 14 | 13 | 61 | 52  | +9  |
|  | 9    | Southport          | 58 | 42 | 15 | 13 | 14 | 55 | 56  | -1  |
|  | 10   | Stevenage          | 57 | 42 | 16 | 9  | 17 | 60 | 54  | +6  |
|  | 11   | Hayes              | 56 | 42 | 16 | 8  | 18 | 57 | 58  | -1  |
|  | 12   | Doncaster          | 54 | 42 | 15 | 9  | 18 | 46 | 48  | -2  |
|  | 13   | Kettering Town     | 52 | 42 | 12 | 16 | 14 | 44 | 50  | -6  |
|  | 14   | Woking             | 52 | 42 | 13 | 13 | 16 | 45 | 53  | -8  |
|  | 15   | Nuneaton Borough   | 51 | 42 | 12 | 15 | 15 | 49 | 53  | -4  |
|  | 16   | Telford Utd        | 51 | 42 | 14 | 9  | 19 | 56 | 66  | -10 |
|  | 17   | Hednesford Town    | 51 | 42 | 15 | 6  | 21 | 45 | 68  | -23 |
|  | 18   | Northwich Victoria | 51 | 42 | 13 | 12 | 17 | 53 | 78  | -25 |
|  | 19   | Forest Green       | 47 | 42 | 13 | 8  | 21 | 54 | 63  | -9  |
|  | 20   | Welling Utd        | 47 | 42 | 13 | 8  | 21 | 54 | 66  | -12 |
|  | 21   | Altrincham         | 46 | 42 | 9  | 19 | 14 | 51 | 60  | -9  |
|  | 22   | Sutton Utd         | 34 | 42 | 8  | 10 | 24 | 39 | 75  | -36 |

Legenda:
      Promosso in Football League Third Division 2000-2001.
      Retrocesso in Northern Premier League 2000-2001.
      Retrocesso in Isthmian League 2000-2001.
      Retrocesso in Southern League 2000-2001.
Regolamento:
Tre punti a vittoria, uno a pareggio, zero a sconfitta.
In caso di arrivo di due o più squadre a pari punti, la graduatoria viene stilata secondo i seguenti criteri:
- differenza reti
- maggior numero di gol segnati

Note:

Welling United retrocesso per peggior differenza reti rispetto all'ex aequo Forest Green Rovers